# Lighthouse (G.R.L.)
Lighthouse è il secondo singolo inciso dal gruppo femminile G.R.L., il primo dopo la morte di Simone Battle avvenuta il 5 settembre 2014. La canzone è stata scritta da Theron Thomas, Timothy Thoma, Cirkut e Dr. Luke. Cirkut e Dr. Luke oltre ad aver scritto la canzone ne sono anche i produttori. Il singolo è stato pubblicato il 15 gennaio 2015 negli Stati Uniti, in Australia e nel Regno Unito.
La canzone è stata scritta e registrata in memoria di Simone Battle. Il video musicale del singolo è stato diretto da Daniel Carberry. All'interno ci sono foto e filmati della Battle nel periodo in cui ha fatto parte della band.

## Il brano
La canzone è stata scritta e registrata in memoria di Simone Battle, a seguito della sua morte avvenuta il 5 settembre 2014. Durante un'intervista Lauren Bennett parlando dell'accaduto ha dichiarato: "Il giorno prima eravamo in studio, imparando la coreografia per il nostro show, il giorno seguente stavamo iniziando la giornata come al solito quando abbiamo ricevuto la chiamata. Non riesco ancora a crederci. Credo che nessuna di noi ci riesca. È anche strano che siamo sedute qui a parlarne". Paula Van Oppen ha dichiarato che ci sono voluti quattro mesi per ritornare a parlare del futuro e che al momento la band non ha voluto iniziare a registrare un album, ma di unirsi alla Give an Hour, un'organizzazione statunitense che aiuta ad accrescere la consapevolezza dei problemi di salute mentale.

## Video musicale
Il video musicale del singolo è stato diretto da Daniel Carberry. Il gruppo ha voluto che il video fosse dedicato a Simone Battle, per questo ha collaborato con la famiglia alla sua realizzazione: all'interno ci sono foto e filmati della Battle nel periodo in cui ha fatto parte della band. In un'intervista Emmalyn Estrada ha dichiarato che "non è stato facile girare il video. Abbiamo deciso di farlo il più semplice possibile. Volevamo soltanto cantare la canzone, noi e il nostro team volevamo che riflettesse Simone nella sua miglior luce".

## Classifiche

### Classifiche internazionali
| Classifica    | Posizione massima |
| ------------- | ----------------- |
| Australia     | 30                |
| Irlanda       | 59                |
| Nuova Zelanda | 18                |
| Scozia        | 24                |
| Inghilterra   | 55                |

## Date di pubblicazione
- 15 gennaio 2015[6].
- 15 gennaio 2015[1]
- 15 gennaio 2015[7]